# Carl Forssell
Carl Otto Forssell (né le 25 octobre 1917 à Stockholm et mort le 28 novembre 2005 à Ängelholm) est un épéiste suédois.

## Palmarès
- Jeux olympiques d'été
  -  Médaille d'argent à l'épée par équipe en 1952
  -  Médaille de bronze à l'épée par équipe en 1948
- Championnats du monde
  -  Médaille d'argent à l'épée par équipe en 1954
  -  Médaille d'argent à l'épée individuelle en 1950
  -  Médaille d'argent à l'épée par équipe en 1949
  -  Médaille d'argent à l'épée par équipe en 1947
  -  Médaille d'argent à l'épée par équipe en 1938
  -  Médaille de bronze à l'épée par équipe en 1951
  -  Médaille de bronze à l'épée par équipe en 1950